# Oligomerus brunneus
Oligomerus brunneus är en skalbaggsart som först beskrevs av Olivier 1790.  Oligomerus brunneus ingår i släktet Oligomerus, och familjen trägnagare. Enligt den svenska rödlistan är arten sårbar i Sverige. Arten förekommer på Öland, Götaland och Svealand. Artens livsmiljö är skogslandskap, jordbrukslandskap.

## Bildgalleri

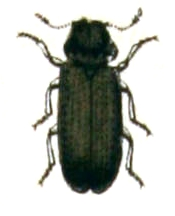